# Powiat Awa
Powiat Awa (jap. 安房郡 Awa-gun) – powiat w Japonii, w prefekturze Chiba. W 2024 roku liczył 6410 mieszkańców.

## Miejscowości
- Kyonan